# Coatl (mitología)

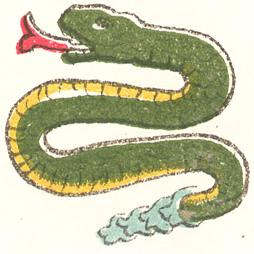
El signo Azteca coatl

Coatl (del náhuatl: coatl ‘serpiente’) es el quinto marcador de día en el calendario ritual mexica llamado tonalpohualli, en el que se repite hasta trece veces acompañado de numerales en este ciclo de 260 días solares. El tonalpohualli es el equivalente al tzolkin maya y al  piye zapoteco. Es un calendario que muestra la «cuenta de los días o del destino». Este quinto marcador está asociado al agua y se encuentra bajo la protección de la diosa Chalchiuhtlicue —falda de jade—. Respecto a la fortuna puede ser bueno o malo porque esta puede irse como el agua.